# Réserve naturelle régionale du val et coteau de Saint-Rémy
La réserve naturelle régionale du val et coteau de Saint-Rémy (RNR190) est une réserve naturelle régionale située en Île-de-France. Classée en 2008, elle occupe une surface de 83 hectares.

## Localisation

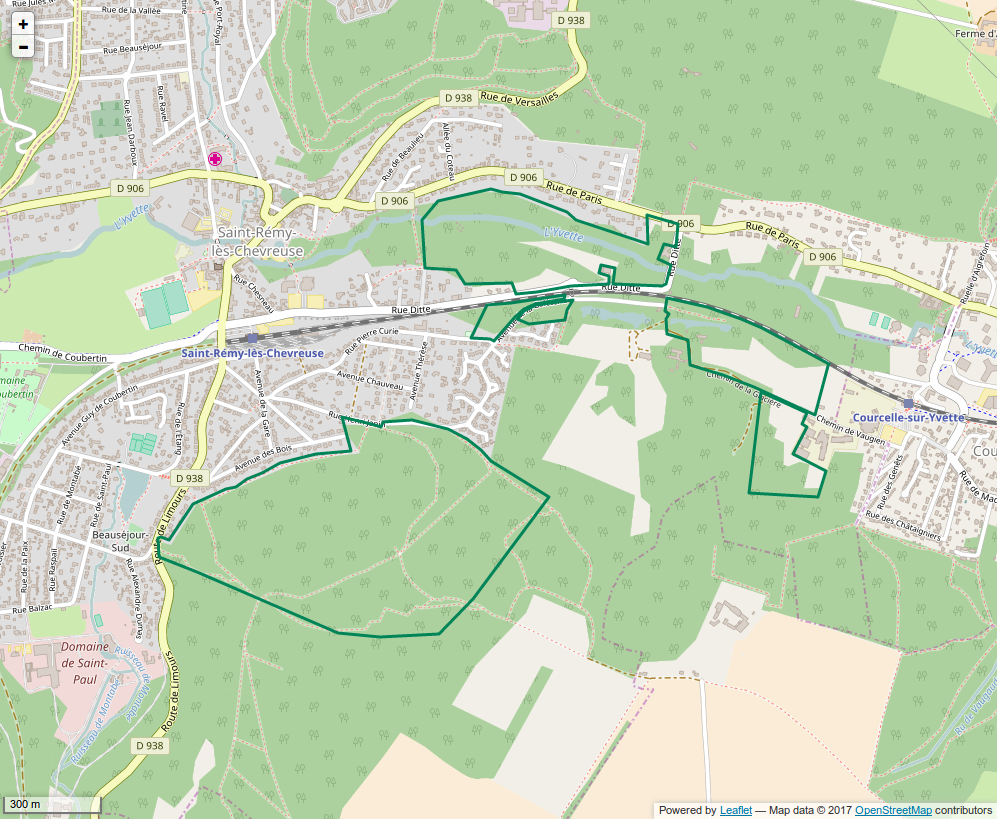
Périmètre de la réserve naturelle.

Le territoire de la réserve naturelle est dans le département des Yvelines, sur la commune de Saint-Rémy-lès-Chevreuse. Il est constitué de 5 entités en majorité sur la rive droite de l'Yvette.

## Écologie (biodiversité, intérêt écopaysager…)

### Flore
Pour la flore on y recense une vingtaine d’espèces remarquables dont le Polystic à aiguillons et l’Ophrys abeille.

### Faune
Pour la faune on y recense plus de quarante espèces dont la Bécassine des marais, l'Écaille rouge, la Mante religieuse et le cordulégastre annelé.

## Administration, plan de gestion, règlement
La réserve naturelle est gérée par la commune de Saint-Rémy-lès-Chevreuse.

### Outils et statut juridique
La réserve naturelle a été créée par une délibération du 27 novembre 2008.